# Mimegralla abana
Mimegralla abana är en tvåvingeart som först beskrevs av Walker 1849.  Mimegralla abana ingår i släktet Mimegralla och familjen skridflugor. Inga underarter finns listade i Catalogue of Life.